# Laselva triplehorni
Laselva triplehorni es una especie de insecto coleóptero de la familia Chrysomelidae.
Fue descrita científicamente en 2007 por Furth.